# Fasika Asfaw
Fasika Asfaw, född 27 april 1986, är en professionell etiopisk fotbollsspelare som 2018 spelar för Etiopiens herrlandslag.

## Karriär
Asfaw tillhör etiopiska Saint George S.C.
I januari 2014 tog Sewnet Bishaw ut honom till Etiopiens trupp till 2014 års African Nations Championship. Laget slogs ut redan i gruppspelet efter att ha förlorat mot Kongo, Libyen och Ghana.